# Rayco Tabares
Rayco Tabares Álvarez (Arrecife, 22 de enero de 1984) es un regatista español del Real Club Náutico de Arrecife.
Comenzó a navegar en la clase Optimist a los seis años de edad, pasando a continuación por las clases Cadet y Snipe, donde ya comenzó a cosechar títulos. En 2002 gana el campeonato de Europa juvenil de Snipe en El Havre, y posteriormente cuatro campeonatos de España absolutos, en 2008 en La Coruña, en 2010 en Almería, en 2011 en Gijón y en 2016 en Ciudadela, además de tres Copas de España (2007, 2012 y 2017). En 2017 sube al podio del campeonato del mundo al clasificarse tercero con Gonzalo Morales Quintana de tripulante.
En vela de crucero ha ganado 5 campeonatos del mundo de la clase J/80 a la caña del "Princesa Yaiza", y 5 Copas del Rey y 7 Trofeos Conde de Godó como patrón del "Rats on Fire", el Swan 45 del armador Rafael Carbonell. En 2021 ganó el campeonato de España de la clase J/70 a bordo del "Noticia".